# Salima
Salima ist eine Stadt in der Zentralregion von Malawi. Sie hat 36.789 Einwohner (Volkszählung 2018) und ist Hauptstadt des Distriktes Salima, der eine Fläche von 2196 km² und 248.214 Einwohner hat (Stand 2003).

## Bevölkerungsentwicklung
| Jahr | Einwohner |
| ---- | --------- |
| 1977 | 4,646     |
| 1987 | 10,606    |
| 1998 | 20,355    |
| 2008 | 27,852    |
| 2018 | 36,789    |

## Klimatabelle
|                        | Jan   | Feb   | Mär   | Apr  | Mai  | Jun  | Jul  | Aug  | Sep  | Okt  | Nov  | Dez   |   |      |
| Mittl. Temperatur (°C) | 26,4  | 25,8  | 25,6  | 25,3 | 23,9 | 22,1 | 21,8 | 23,2 | 25,5 | 27,7 | 29,3 | 27,8  | ⌀ | 25,4 |
| Mittl. Tagesmax. (°C)  | 29,5  | 29,7  | 29,3  | 29,5 | 28,6 | 27,0 | 26,6 | 28,8 | 31,6 | 33,3 | 33,7 | 31,6  | ⌀ | 29,9 |
| Mittl. Tagesmin. (°C)  | 23,2  | 22,0  | 21,9  | 21,1 | 19,1 | 17,1 | 16,9 | 17,6 | 19,4 | 22,1 | 24,9 | 24,0  | ⌀ | 20,8 |
|                        |       |       |       |      |      |      |      |      |      |      |      |       |   |      |
| Niederschlag (mm)      | 257,7 | 272,1 | 236,6 | 57,3 | 1,0  | 0,0  | 0,0  | 1,8  | 0,2  | 4,0  | 35,9 | 222,4 | Σ | 1089 |

| 23,2 |

| 22,0 |

| 21,9 |

| 21,1 |

| 19,1 |

| 17,1 |

| 16,9 |

| 17,6 |

| 19,4 |

| 22,1 |

| 24,9 |

| 24,0 |

| 23,2 |

| 22,0 |

| 21,9 |

| 21,1 |

| 19,1 |

| 17,1 |

| 16,9 |

| 17,6 |

| 19,4 |

| 22,1 |

| 24,9 |

| 24,0 |

## Infrastruktur
Salima liegt an der Eisenbahnstrecke Blantyre–Lilongwe und an der Straße Balaka–Chipoka–Lilongwe, die vor allem in den zuletzt genannten Teilen mit deutscher Entwicklungshilfe sehr gut ausgebaut ist. Die Stadt ist an das nationale Stromnetz angeschlossen.
Salima hat Grund- und Sekundarschulen, ein 1500 Meter langes Flugfeld, einen Wochenmarkt, einen Supermarkt, eine Apotheke und eine Bank. 80 % der Bevölkerung im Distrikt lebt unterhalb der inländischen Armutsgrenze. Probleme der Wasserversorgung in Stadt und Umland wegen zu geringer Brunnentiefe und der Abwasserentsorgung sind ungelöst. Die FAO unterhält das Lifidzi Goat Breeding Centre zur Milch- und Fleischerzeugung durch Ziegen.
Direkt vor der Stadt vereinen sich der Lilongwe und der Linthipe, zwei wichtige Flüsse in der Zentralregion.

## Tourismus
Wichtiger Wirtschaftssektor ist der Tourismus im Gebiet von Senga mit seinen über zehn Kilometern Sandstrand, der sehr beliebtes Ziel für Wochenendferien der Bevölkerung von Lilongwe ist. Die 20 Kilometer lange Straße von Salima nach Senga ist eine gut ausgebaute, asphaltierte Straße. Dort stehen mehrere Lodges mit Gastronomie und Übernachtsangeboten für den gehobenen Tourismus, aber auch einfache Unterkünfte. Weiter sind die Aquaristik-Betriebe wichtig, die zahlreiche Fische aus dem Malawisee exportieren, die sie inzwischen größtenteils züchten.

## Söhne und Töchter
- Peter Chifukwa (* 1974), römisch-katholischer Bischof von Dedza
- Vincent Frederick Mwakhwawa (* 1975), römisch-katholischer Geistlicher, Weihbischof in Lilongwe